# Twente '05
Twente '05 – holenderski męski klub siatkarski z Enschede. Założony został 1 maja 2005 roku. Od sezonu 2009/2010 występuje w najwyższej klasie rozgrywek klubowych w Holandii (A-League).
Od nazwy sponsora przyjął nazwę Webton Twente.

## Rozgrywki krajowe
| Sezon     | Rozgrywki | Miejsce    |
| --------- | --------- | ---------- |
| 2009/2010 | A-League  | 7. miejsce |
| 2010/2011 | A-League  | 6. miejsce |

## Rozgrywki międzynarodowe
Klub Twente '05 nie występował dotychczas w rozgrywkach międzynarodowych.

## Kadra w sezonie 2009/2010
- Pierwszy trener:  Brahim Abchir

| Nr | Imię i nazwisko    | Data ur. | Wzrost | Pozycja      |
| -- | ------------------ | -------- | ------ | ------------ |
| 1  | Elmar Heupers      | 1985     | 199    | rozgrywający |
| 2  | Rinke Olthof       | 1980     | 182    | libero       |
| 3  | Bart Dost          | 1989     | 197    | atakujący    |
| 4  | Ruben de Boer      | 1987     | 193    | przyjmujący  |
| 5  | Erik Boel          |          | 210    | atakujący    |
| 6  | Thijs ter Horst    | 1991     | 205    | przyjmujący  |
| 7  | Hans Korpershoek   | 1988     | 186    | rozgrywający |
| 8  | Martijn Sytsma (K) | 1980     | 196    | środkowy     |
| 9  | Arjan Heupers      | 1982     | 203    | przyjmujący  |
| 10 | Matthijs Reinders  | 1982     | 203    | środkowy     |
| 11 | Steven Eertman     | 1990     | 202    | środkowy     |
| 12 | Pim Heurman        | 1975     | 197    | środkowy     |
| 13 | Mark Ekelhof       |          | 192    | libero       |